# Övre Jovattnet
Övre Jovattnet är en sjö i Storumans kommun i Lappland och ingår i Umeälvens huvudavrinningsområde. Sjön har en area på 4,83 kvadratkilometer och ligger 478 meter över havet. Sjön avvattnas av vattendraget Jovattsån (Autjejukke).

## Delavrinningsområde
Övre Jovattnet ingår i det delavrinningsområde (729106-144734) som SMHI kallar för Utloppet av Övre Jovattnet. Medelhöjden är 561 meter över havet och ytan är 16,62 kvadratkilometer. Räknas de 8 avrinningsområdena uppströms in blir den ackumulerade arean 108,01 kvadratkilometer. Jovattsån (Autjejukke) som avvattnar avrinningsområdet har biflödesordning 2, vilket innebär att vattnet flödar genom totalt 2 vattendrag innan det når havet efter 410 kilometer. Avrinningsområdet består mestadels av skog (54 procent) och kalfjäll (11 procent). Avrinningsområdet har 4,83 kvadratkilometer vattenytor vilket ger det en sjöprocent på 29 procent.